# マルハール・ラーオ・ホールカル
マルハール・ラーオ・ホールカル（Malhar Rao Holkar, 1693年3月16日 - 1766年5月20日）は、インドのマラーター同盟、ホールカル家の当主（在位：1731年 - 1766年）。

## 生涯

### マラーター王国の武将として
1693年3月16日、マルハール・ラーオはカンドゥージー・ホールカルの息子として生まれた。
1717年、マルハール・ラーオはマラーター王国の遠征に従軍した。
1724年、マルハール・ラーオはサルダールに任命され、宰相バージー・ラーオの命により、ラーノージー・ラーオ・シンディアとともにチャウタとサルデーシュムキーを徴収するためマールワー地方への遠征を行った。
1726年には、マールワーに12のジャーギールを与えられたばかりか、1728年には騎兵5000の指揮官となった。

### マールワー地方の統治

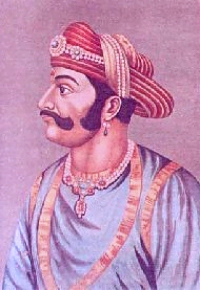
マルハール・ラーオ・ホールカル

1731年11月2日、マルハール・ラーオはマールワー2州の支配を宰相から委ねられ、マラーター同盟の諸侯となった。1734年までにその支配はインドール、マヘーシュワルにまで及んだ。
その後、マルハール・ラーオはバージー・ラーオの軍勢に随行し、1738年3月にデリーの戦いでムガル帝国を破り、同年12月にはボーパールの戦いでニザーム王国をはじめとする軍勢を破った。翌1738年1月に結ばれたボーパール条約では、ニザーム王国はマールワー地方を割譲せざるを得なかった。
また、ニザーム王国からのマールワーの割譲をムガル帝国に認めさせるため、1740年から1741年にかけて、王国宰相バーラージー・バージー・ラーオは帝国の首都デリーに向けて遠征を行い、同年7 月にその割譲と支配を認めさせた。これにより、マラーター勢力のホールカル家の支配がマールワーに確立するところとなった。
1743年、ジャイプル王国の内乱に介入し、マードー・シングに味方し、ラームプラ、バーンプラ、トーンクを割譲された。
1747年、マルハール・ラーオはインドールに巨大な宮殿ラージワーダーの建設を始めた。

### ムガル帝国への介入とアフガン勢力との交戦

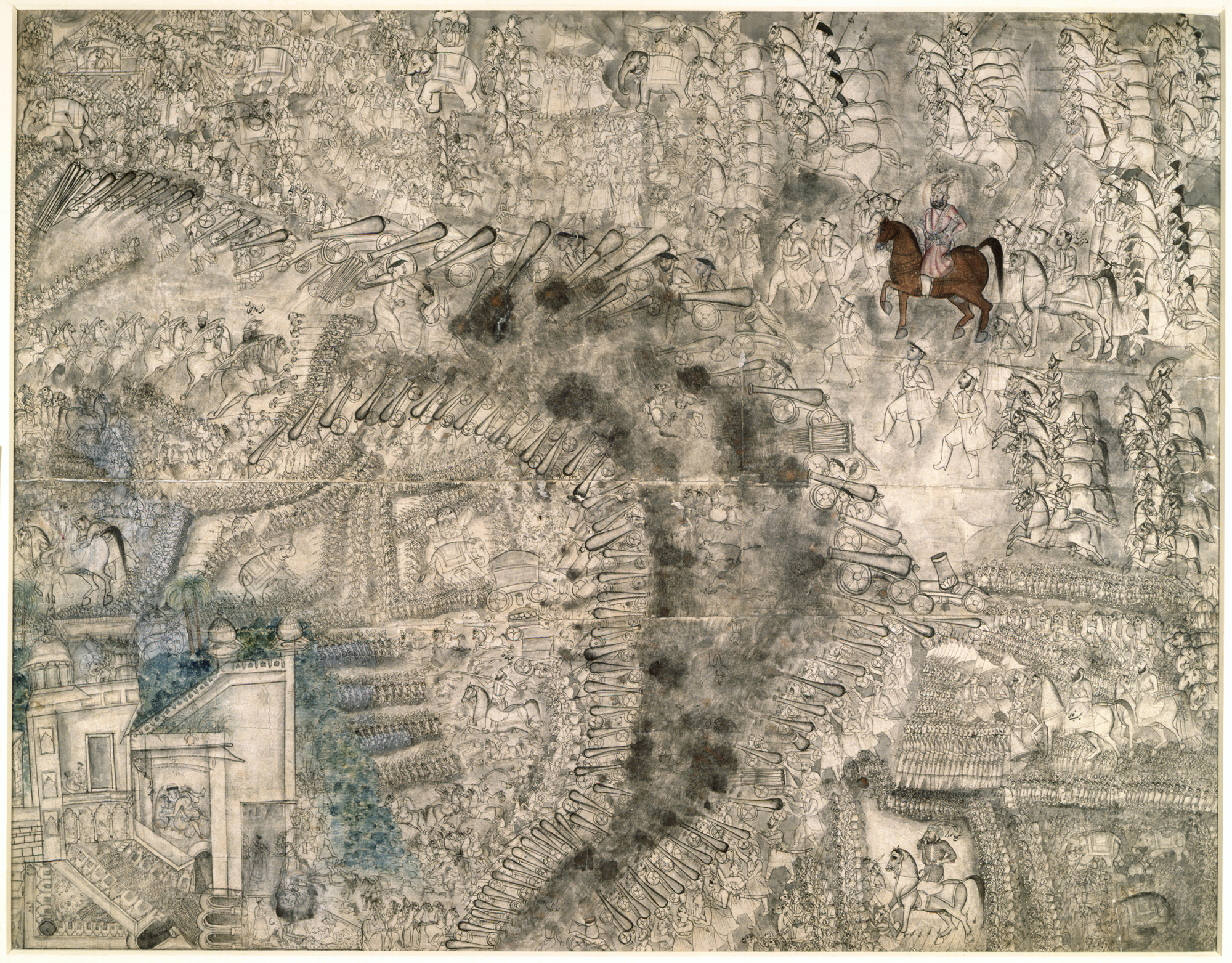
第三次パーニーパットの戦い

その後、マルハール・ラーオ・ホールカルはインドールを中心に勢力を広げ、1754年にはシンディア家とともに皇帝アフマド・シャーの廃位とアーラムギール2世の擁立に関与するなど、帝位継承を左右するほどとなった。だが、アフガン勢力ドゥッラーニー朝が頻繁に侵入してくるようになり、北進するマラーター勢力と南下するアフガン勢力の衝突は避けることが出来なかった。
1757年1月、アフガン王アフマド・シャー・ドゥッラーニーは帝国の首都デリーを占領し、2月にデリーで虐殺・略奪を行い、その近郊マトゥラーやヴリンダーヴァンでも同様に虐殺を行った。
これに対し、王国宰相バーラージー・バージー・ラーオは弟ラグナート・ラーオをデリーへと派遣し、マルハール・ラーオもこれに随行した。同年8月にデリーの戦いでアフガン勢力を破ったのち、パンジャーブ地方への遠征に赴き、翌年5月の遠征終了までマラーター軍の一角として活動した。
1759年末、アフマド・シャー・ドゥッラーニーがラホールを奪うと、1760年にマラーター王国はヴィシュヴァース・ラーオやサダーシヴ・ラーオ・バーウを指揮官にデリーへ軍勢を派遣、マルハール・ラーオもこれに合流し、8月にデリーを占拠した。その後、11月にパーニーパトにおいて両軍は対峙した。
しかし、1761年1月14日、第三次パーニーパトの戦いでマラーター同盟軍は大敗し、マルハール・ラーオは辛くも逃げ延びることが出来た。この大敗で同盟の結束は緩み、諸侯の独立性が強くなった。

### 死
1766年5月20日、マルハール・ラーオ・ホールカルは死亡した。息子のカンデー・ラーオ・ホールカルは戦死していたため、孫のマーレー・ラーオ・ホールカルが当主位を継承した。